# Ruiterstandbeeld van Bartolomeo Colleoni

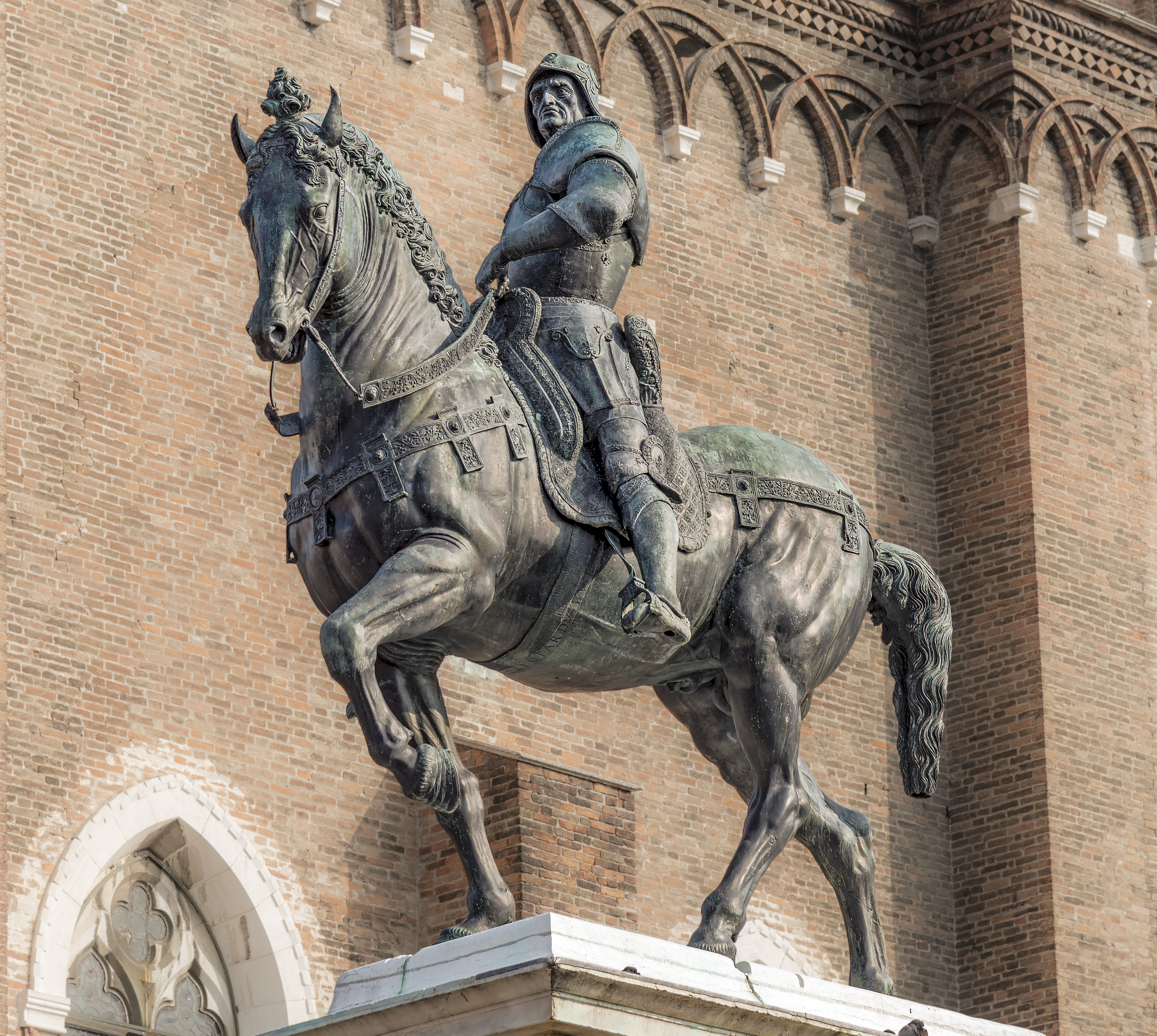

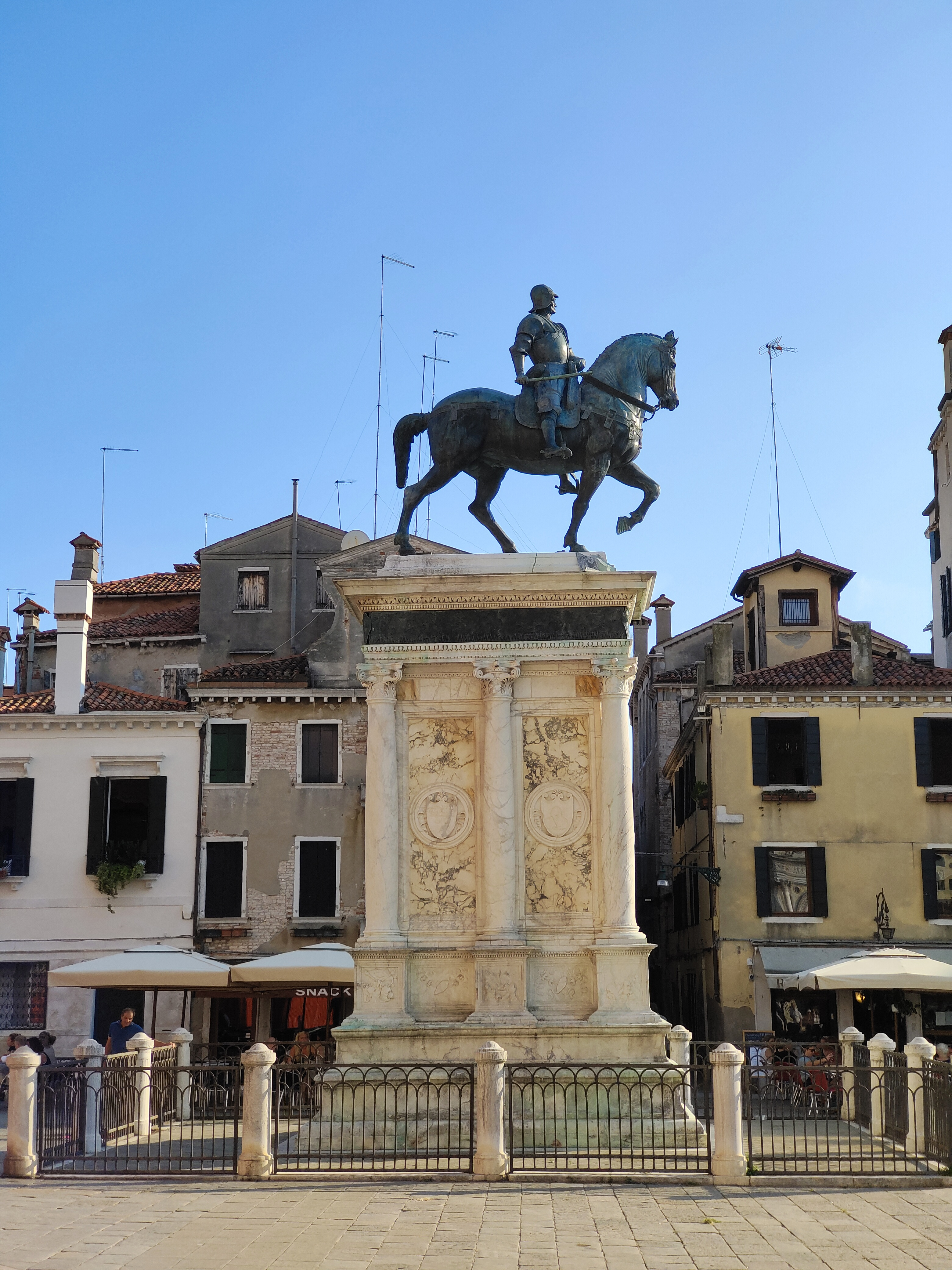

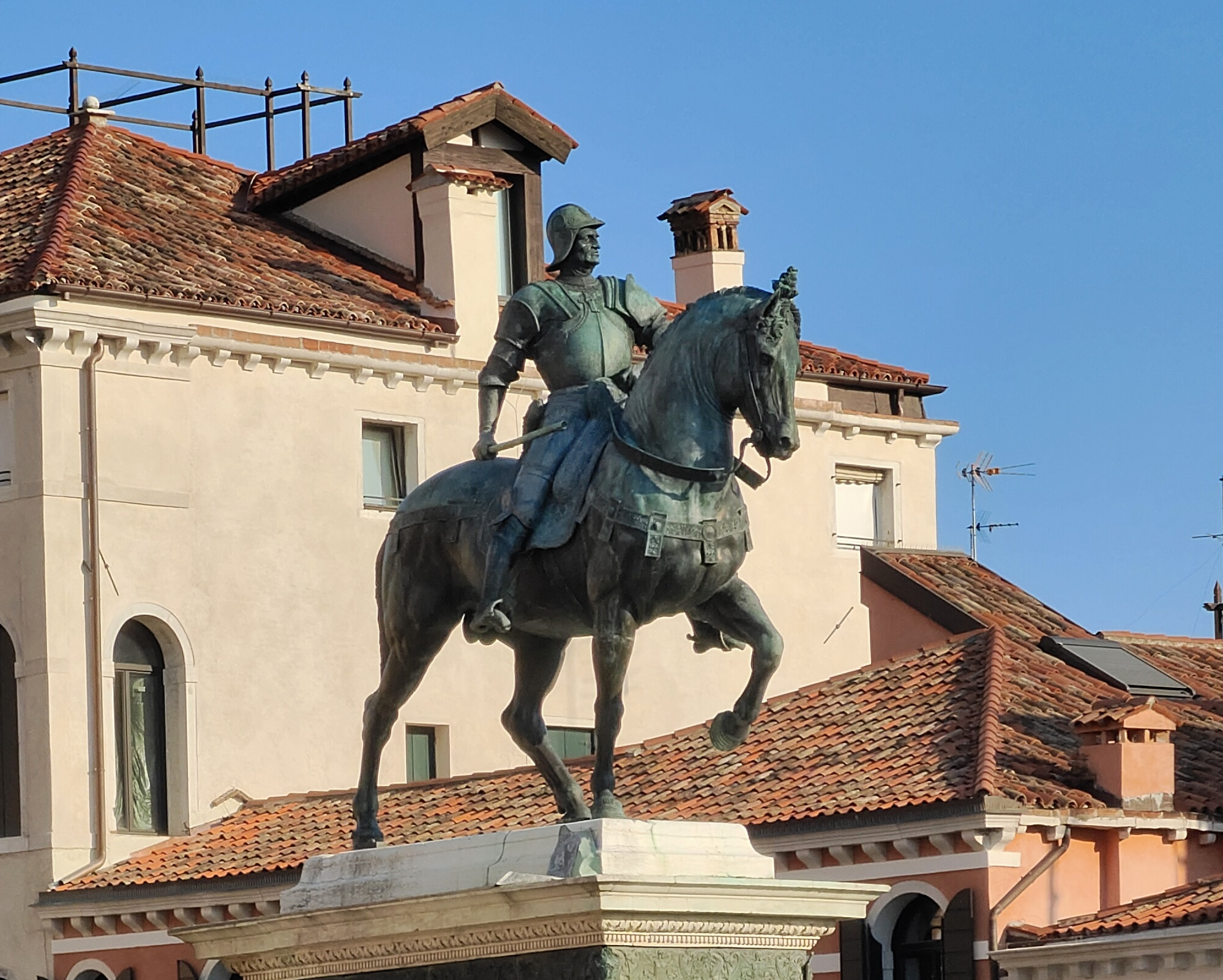

Het standbeeld van Colleoni is een ruiterstandbeeld van de condottiere Bartolomeo Colleoni door de beeldhouwer Andrea del Verrocchio en de bronsgieter Alessandro Leopardi. Dit renaissancewerk staat sinds 1496 op de Campo dei Santi Giovanni e Paolo in Venetië, tegenover de basiliek van San Zanipolo.

## Totstandkoming
Bartolomeo Colleoni was een condottiere uit Bergamo, die van 1455 tot zijn dood opperbevelhebber (capitano generale) van het Venetiaanse leger was. Bij testament liet hij een groot deel van zijn fortuin aan de staat achter, op voorwaarde dat tienduizend dukaten ervan zouden worden bestemd voor het oprichten van een bronzen ruiterstandbeeld voor de San Marco. Bedoeld was de San Marcobasiliek, maar het San Marcoplein was verboden terrein en bovendien waren de Venetianen traditioneel beducht voor al te grote persoonsverheerlijking. Om het legaat toch binnen te rijven, nam de Senaat in 1479 een louter letterlijke lezing aan en koos ze voor het plein naast de Scuola di San Marco. 
Het beeld is het werk van Andrea del Verrocchio, die zich in het voorjaar van 1483 in Venetië vestigde. Volgens Vasari kwam hij specifiek omdat hij met deze opdracht was belast. Van de dominicaanse pater Felix Fabri weten we echter dat er een wedstrijd werd georganiseerd tussen drie beeldhouwers. Tussen een houten model bekleed met zwart leer, een terracotta model en een model van het paard in was op ware grootte, werd het laatste gekozen. De indiener, Verrochio, was toen een zeer bekende schilder, die zich sinds 1470 was gaan toeleggen op bronssculptuur.
Hij stierf in 1488 zonder dat het werk was voltooid, maar de matrijzen in klei voor de figuren van de ruiter en het paard waren klaar. Voor het gieten van het metaal en het ontwerpen van de sokkel had hij bij testament zijn leerling Lorenzo di Credi aangeduid. Omdat deze het niet schijnt te hebben aangedurfd, kozen de Venetianen in 1490 voor de beeldhouwer Alessandro Leopardi, een gevluchte fraudeur aan wie voor de gelegenheid genade werd geschonken. Hij maakte de sokkel in Istrische steen, versierd met zes korinthische zuilen, zoals voor het ruiterstandbeeld van Domitianus in Rome. Hij creëerde ook details van de wapenrusting en het tuig en aarzelde niet om het werk aan het hoofdstel te signeren met ALEXANDER LEOPARDUS V.F. OPUS (al kan de "F" ook staan voor fusit, dus enkel het gieten).

## Beschrijving
Het paard loopt in telgang en geeft met zijn gedraaide hoofd een indruk van kracht en spanning. De spieren zijn op een bijzonder realistische manier behandeld. De berijder richt zich op in de stijgbeugels, de teugels bij elkaar pakkend, als om zich in de strijd te werpen. Deze spanning wordt versterkt door de tegengestelde beweging van hoofd en schouders (contraposto). Colleoni is uitgerust als een kapitein van die tijd. Zijn gezicht is hard, intens en vastberaden.

## Invloeden
Zoals het ruiterstandbeeld van Marcus Aurelius steunt dat van Verrochio slechts op drie benen, wat een uitdaging was vanwege het gewicht. Donatello had in 1453 het geheven been van Gattamelata's paard nog op een bol doen rusten, maar deze kunstgreep was hier dus niet meer nodig. Een ander verschil tegenover deze voorbeelden is dat Verrochio's beeld meer energie en nervositeit uitstraalt. 

## Navolging
Het werk was zeer invloedrijk in de kunstgeschiedenis. Na de aanzet door Donatello in 1453 zorgde het dat het antieke genre van het ruiterstandbeeld helemaal herleefde. Het stond model voor vele dergelijke heroïsche groepen. Er bestaan ook drie kopieën van. Een eerste werd in 1909 gemaakt door elektrotypie voor het Poolse Szczecin. Deze werd in 1948 verplaatst naar Warschau, maar keerde in 2002 terug en staat sindsdien op de Plac Lotników. In ruil kreeg Warschau een kopie van de kopie. Een derde exemplaar staat in Montevideo.